# Big in Japan (skladba)
Big in Japan je pjesma zapadnonjemačkog pop sastava Alphaville, s njihovog prvog albuma "Forever young". Singl je izdan u siječnjua 1984. godine.

## Obrade
Pjevačica Sandra Cretu je 1984. napravila obradu pjesme, što je bio njen debitantski sing u Europi. Tada je pjevanja na njemačkom pod nazivom Japan ist weit. Njemački sastav Guano Apes je također napravio obradu pjesme.

## Najbolje mjesto na ljestvicama
| Lista (1984. – 1985.) | Najbolje mjesto |
| --------------------- | --------------- |
| Austrijska ljestvica  | 4.              |
| Nizozemska ljestvica  | 5.              |
| Francuska ljestvica   | 13.             |
| Norveška ljestvica    | 3.              |
| Švedska ljestvica     | 1               |
| Švicarska ljestvica   | 1.              |